# 過海隧道巴士N170線
過海隧道巴士N170線是香港一條來往沙田市中心及華富（中）的通宵過海隧道巴士路線，由九巴及城巴聯合經營，提供沙田市中心、沙角邨、博康邨、秦石邨、大圍、九龍塘及何文田來往銅鑼灣及港島南區，本線是新界區首條通宵專營過海巴士路線。

## 歷史
- 1996年8月19日：本線投入服務，初時來往沙田火車站及華富（中），兩端總站位置皆與日間路線170相同。
- 1997年10月29日：深宵時份巴士在華富（中）總站倒車時所發出的聲響被指擾人清夢，因此華富總站遷往華富道南行路旁的華富（二）邨商場外的巴士站，往華富方向於華景街迴旋處掉頭後返回總站。
- 2000年7月17日：運輸署將恒隆中心外一段百德新街試行劃為全日行人專用區，往沙田車站方向不經百德新街，改經高士威道、興發街、維園道返回告士打道原有路線往紅隧，並於沿途增設中途站。
- 2001年3月18日：沙田總站遷往沙田市中心，以便乘客轉乘其他通宵巴士路線；同時往華富方向增停橫壆街「好運中心」分站。
- 2002年1月21日：05:00至05:45由沙田市中心開出的班次由每15分鐘（共四班）減至每22／23分鐘一班（共三班）。
- 2015年10月25日：往沙田市中心方向加停黃泥涌道「厚德里」分站；原本在「立德里」站生效的分段收費提前至該站實施。
- 2016年3月28日：九巴班次增設到站時間預報。
- 2018年5月28日：城巴班次增設實時抵站時間查詢服務。
- 2019年3月25日：華富總站遷回華富（中），而「華富（二）邨商場」站則改為往沙田市中心方向之中途站[1]。
- 2019年5月6日：華富尾班車提早至05:30開出，同時調整班次[2]。

## 服務時間（詳細班次）
| 每日沙田市中心開 | 每日沙田市中心開 | 每日沙田市中心開 | 每日沙田市中心開 | 每日沙田市中心開 |
| ---------------- | ---------------- | ---------------- | ---------------- | ---------------- |
| 00:00            | 00:30            | 01:00            | 01:30            | 02:00            |
| 02:30            | 03:00            | 03:30            | 04:00            | 04:30            |
| 05:00            | 05:22            | 05:45            |                  |                  |

| 每日華富（中）開 | 每日華富（中）開 | 每日華富（中）開 | 每日華富（中）開 |
| ---------------- | ---------------- | ---------------- | ---------------- |
| 00:00            | 00:30            | 01:00            | 01:30            |
| 02:00            | 02:30            | 03:00            | 03:30            |
| 04:00            | 04:30            | 05:00            | 05:30            |

- 有紅字班次為九巴派車，其餘班次為城巴派車。

## 收費
全程：$29.2
- 過獅子山隧道後往華富／過香港仔隧道後往沙田市中心：$27.9
- 過紅磡海底隧道後往華富：$12.7
- 過香港仔隧道後往華富：$9.6
- 過海底隧道後往沙田市中心：$22.9
- 過獅子山隧道後往沙田市中心：$11.4

| - 本線設有12歲以下小童及65歲或以上長者半價優惠。 - 65歲或以上香港居民使用「樂悠咭」，以及12歲以下合資格殘疾兒童使用「殘疾人士身份」個人八達通繳付車資，均可享有每程$2.0或半價（以較低者為準）的票價優惠；12至64歲合資格殘疾人士使用「殘疾人士身份」個人八達通（包括「樂悠咭」），以及60至64歲香港居民使用「樂悠咭」繳付車資，均可享有每程$2.0或全費（以較低者為準）的票價優惠。 - 65歲或以上長者如使用長者或一般個人八達通繳付車資，則只可享有半價優惠；12至64歲合資格殘疾人士如不使用「殘疾人士身份」個人八達通，以及60至64歲人士如不使用「樂悠咭」繳付車資，必須繳付全費。 - 乘客可以現金或八達通於上車時付款，不設找續。 - 每位成人乘客可免費攜帶最多兩名4歲以下而不佔座位的兒童乘客乘車，超額之4歲以下小童必須繳付小童車費乘車。 - 持有「九巴月票」之乘客在車票有效期內，每日可享最多10程任何九龍巴士及龍運巴士路線（包括本路線，合資格車程只適用於九龍巴士／龍運巴士提供的班次；惟乘搭機場「A」及「NA」線則可享原價二七折優惠（不會計算每天10次合資格車程））；而B1線則可每日可享最多2程（不會計算每天10次合資格車程）。 - 九龍巴士、城巴、龍運巴士及陽光巴士全職員工及家屬（不包括外判職員）可免費乘搭本路線（陽光巴士員工及家屬只適用於九龍巴士提供的班次），惟必須拍職員或職員家屬八達通。 - 乘客亦可使用AlipayHK「易乘碼」、支付寶、WeChatHK／微信支付「搭車碼」、銀聯雲閃付「乘車碼」及BOC Pay「乘車碼」、具有感應式支付功能的JCB、卡美國運通、大來國際、Discover Card（只適用於九龍巴士／龍運巴士提供的班次）、VISA、Mastercard及銀聯卡，以及Apple Pay、Google Pay及Samsung Pay流動支付平台繳付車資。九巴班次的乘客使用上述付款方式，將只可享有與其他九巴路線／聯營路線九巴班次之轉乘優惠；城巴班次的乘客使用上述付款方式，將只可享有與其他城巴獨營路線或聯營線城巴班次之轉乘優惠。乘客亦不能享有「公共交通費用補貼計劃」及「長者及合資格殘疾人士公共交通票價優惠計劃」。 |

## 使用車輛
現時九巴和城巴各派出3輛巴士行走本線。

## 行車路線
沙田市中心開經：沙田正街、橫壆街、源禾路、沙田鄉事會路、沙田圍路、沙角街、大涌橋路、車公廟路、紅梅谷路、獅子山隧道公路、獅子山隧道、窩打老道、公主道、康莊道、海底隧道、告士打道、維園道、天橋、告士打道、波斯富街、禮頓道、摩利臣山道、黃泥涌道、香港仔隧道、黃竹坑道、香港仔大道、香港仔海旁道、石排灣道及華富道。
華富（中）開經：華富道、石排灣道、香港仔海旁道、香港仔大道、黃竹坑道、香港仔隧道、黃泥涌道、摩利臣山道、天樂里、軒尼詩道、怡和街、高士威道、興發街、維園道、告士打道、天橋、海底隧道、康莊道、公主道、窩打老道、獅子山隧道、獅子山隧道公路、紅梅谷路、車公廟路、大涌橋路、沙角街、乙明邨街、沙角街、沙田圍路及沙田鄉事會路。

### 沿線車站

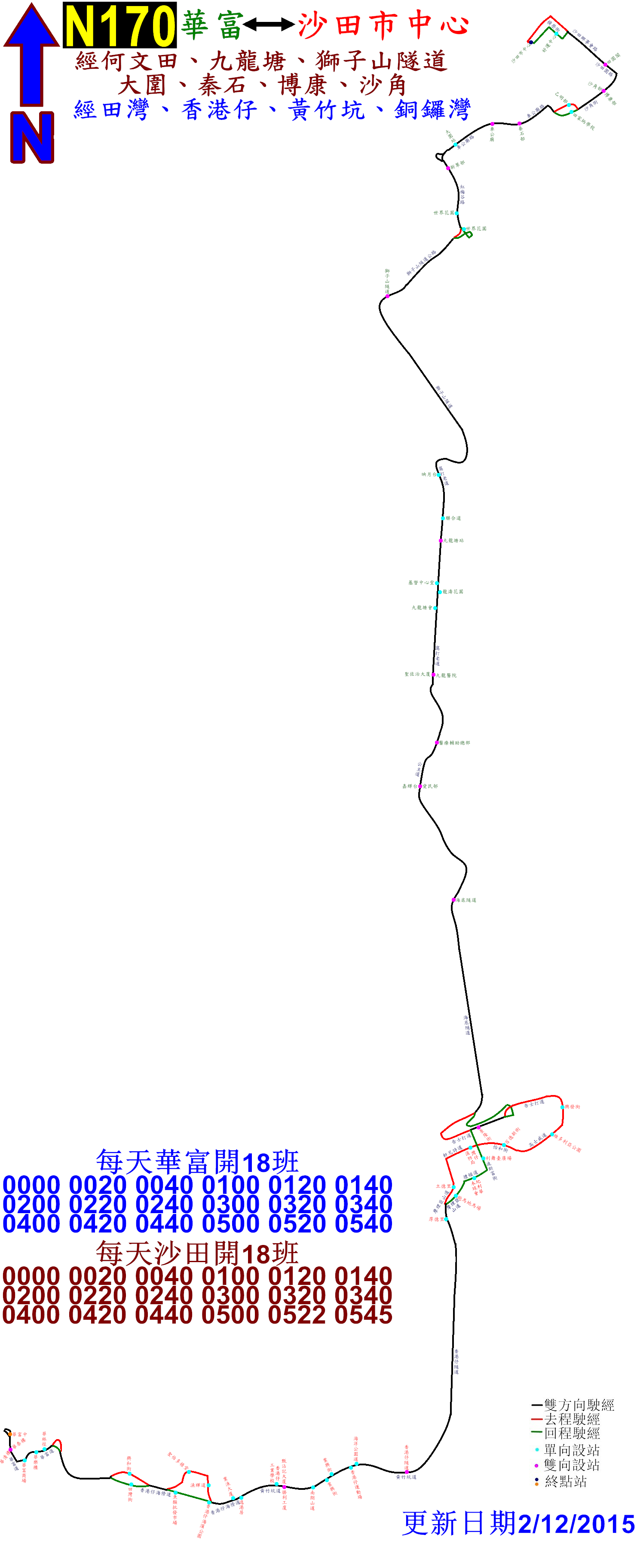
N170線的走線圖

| 沙田市中心開 | 沙田市中心開             | 沙田市中心開       | 華富（中）開 | 華富（中）開                | 華富（中）開       |
| 序號         | 車站名稱                 | 位置               | 序號         | 車站名稱                    | 位置               |
| ------------ | ------------------------ | ------------------ | ------------ | --------------------------- | ------------------ |
| 1            | 沙田市中心巴士總站       | 沙田市中心巴士總站 | 1            | 華富（中）                  | 華富（中）巴士總站 |
| 2            | 好運中心                 | 橫壆街             | 2            | 華富（二）邨商場            | 華富道             |
| 3            | 田園閣                   | 沙田圍路           | 3            | 華富邨華泰樓                | 華富道             |
| 4            | 博康邨                   | 沙角街             | 4            | 華林徑                      | 華富道             |
| 5            | 救世軍田家炳學校         | 沙角街             | 5            | 田灣街                      | 石排灣道           |
| 6            | 秦石邨                   | 車公廟路           | 6            | 聖伯多祿堂                  | 香港仔大道         |
| 7            | 車公廟                   | 車公廟路           | 7            | 漁暉道                      | 香港仔大道         |
| 8            | 大圍轉車站－新翠邨（B3） | 紅梅谷路           | 8            | 業漁大廈                    | 香港仔大道         |
| 9            | 世界花園                 | 紅梅谷路           | 9            | 香港仔工業學校              | 黃竹坑道           |
| 10           | 獅子山隧道               | 獅子山隧道公路     | 10           | 甄沾記大廈                  | 黃竹坑道           |
| 11           | 聯合道                   | 窩打老道           | 11           | 業興街                      | 黃竹坑道           |
| 12           | 九龍塘站                 | 窩打老道           | 12           | 黃竹坑遊樂場                | 黃竹坑道           |
| 13           | 龍濤花園                 | 窩打老道           | 13           | 香港仔隧道巴士轉乘站        | 黃竹坑道           |
| 14           | 九龍醫院                 | 窩打老道           | 14           | 厚德里                      | 黃泥涌道           |
| 15           | 醫療輔助隊總部           | 公主道             | 15           | 立德里                      | 摩理臣山道         |
| 16           | 愛民邨                   | 公主道             | 16           | 灣仔消防局                  | 軒尼詩道           |
| 17           | 紅磡海底隧道轉車站（B1） | 康莊道             | 17           | 百德新街                    | 怡和街             |
| 18           | 景隆街                   | 告士打道           | 18           | 維多利亞公園                | 高士威道           |
| 19           | 利舞臺廣場               | 波斯富街           | 19           | 興發街                      | 興發街             |
| 20           | 紀利華木球會             | 禮頓道             | 20           | 景隆街                      | 告士打道           |
| 21           | 跑馬地馬場               | 摩理臣山道         | 21           | 紅磡海底隧道轉車站（C3）    | 康莊道             |
| 22           | 香港仔隧道巴士轉乘站     | 黃竹坑道           | 22           | 嘉輝台                      | 公主道             |
| 23           | 黃竹坑遊樂場             | 黃竹坑道           | 23           | 醫療輔助隊總部              | 公主道             |
| 24           | 業興街                   | 黃竹坑道           | 24           | 聖佐治大廈                  | 窩打老道           |
| 25           | 南朗山道                 | 黃竹坑道           | 25           | 九龍塘會                    | 窩打老道           |
| 26           | 勝利工廠大廈             | 黃竹坑道           | 26           | 基督中心堂                  | 窩打老道           |
| 27           | 逸港居                   | 香港仔海旁道       | 27           | 九龍塘站 （九龍塘官立小學） | 窩打老道           |
| 28           | 香港仔海濱公園           | 香港仔海旁道       | 28           | 映月臺                      | 窩打老道           |
| 29           | 香港仔魚類批發市場       | 香港仔海旁道       | 29           | 獅子山隧道                  | 獅子山隧道公路     |
| 30           | 田灣街                   | 香港仔海旁道       | 30           | 世界花園                    | 紅梅谷路           |
| 31           | 華富邨華樂樓             | 華富道             | 31           | 大圍轉車站－新翠邨（C2）    | 紅梅谷路           |
| 32           | 華富商場                 | 華富道             | 32           | 大圍轉車站－大圍站（F1）    | 車公廟路           |
| 33           | 華富邨華清樓             | 華富道             | 33           | 車公廟                      | 車公廟路           |
| 34           | 華富（中）               | 華富（中）巴士總站 | 34           | 秦石邨                      | 車公廟路           |
|              |                          |                    | 35           | 乙明邨街                    | 乙明邨街           |
| 36           | 沙角邨                   | 沙角街             |              |                             |                    |
| 37           | 田園閣                   | 沙田圍路           |              |                             |                    |
| 38           | 沙田市中心巴士總站       | 沙田市中心巴士總站 |              |                             |                    |